# Copy That
Copy That è il decimo album in studio della cantante statunitense Sara Evans, pubblicato nel 2020.
Si tratta del primo album di cover dell'artista.

## Tracce
1. If I Can't Have You – 3:10 (Barry Gibb, Maurice Gibb, Robin Gibb) – Yvonne Elliman cover
2. Don't Get Me Wrong – 3:57 (Chrissie Hynde) – The Pretenders cover
3. Come On Eileen – 4:05 (Billy Adams, Jim Peterson, Kevin Rowland) – Dexys Midnight Runners cover
4. Crazy Love – 3:01 (Rusty Young) – Pop cover
5. Whenever I Call You "Friend" (featuring Phillip Sweet) – 4:07 (Kenny Loggins, Melissa Manchester) – Kenny Loggins & Stevie Nicks cover
6. It's Too Late – 3:35 (Carole King, Toni Stern) – Carole King cover
7. Monday Morning – 2:49 (Lindsey Buckingham) – Fleetwood Mac cover
8. All We Ever Do Is Say Goodbye – 4:36 (John Mayer) – John Mayer cover
9. I'm So Lonesome I Could Cry (featuring Old Crow Medicine Show) – 3:56 (Hank Williams) – Hank Williams cover
10. 6th Avenue Heartache – 5:52 (Jakob Dylan) – The Wallflowers cover
11. My Sharona – 3:52 (Berton Averre, Doug Fieger) – The Knack cover
12. She's Got You – 5:01 (Hank Cochran) – Patsy Cline cover
13. Hard to Say I'm Sorry – 5:22 (Peter Cetera, David Foster) – Chicago cover